# Alex Higgins
Alex Higgins, właśc. Alexander Gordon Higgins (ur. 18 marca 1949 w Belfaście, zm. 24 lipca 2010 tamże) – północnoirlandzki snookerzysta.
Wyróżniał się dynamicznym stylem i zaskakiwał skutecznością trudnych rozwiązań. Dwukrotnie był mistrzem świata w snookerze, a w latach 1976–1977 i 1982–1983 był wiceliderem światowego rankingu.

## Życiorys
Urodził się w Belfaście. Miał trzy siostry. W dzieciństwie zarabiał drobne sumy pieniędzy, prowadząc wyniki meczów w lokalnym klubie snookerowym „The Jampot”. Pomimo dużego zainteresowania snookerem miał dobre wyniki w szkole. Mając 11 lat zaczął grać w snookera, ale marzył też o karierze dżokeja. Kiedy się to nie udało, skupił się na grze na zielonym suknie. Obserwując innych graczy, zdobywał doświadczenie w grze, które przełożyło się później na jego pierwsze sukcesy. W 1968 zdobył mistrzostwo Irlandii i Irlandii Północnej w snookerze w kategorii amatorów.
W 1971 został zawodowym snookerzystą. Już niespełna rok później, w 1972 roku, w swoim debiucie w snookerowych Mistrzostwach świata, zdobył tytuł Mistrza świata po finałowym sukcesie nad Johnem Spencerem 37:32. Dzięki temu sukcesowi stał się najmłodszym zdobywcą tytułu Mistrza świata, aż do czasu, kiedy po tytuł w 1990 roku sięgnął 21-letni wówczas Stephen Hendry. W kolejnych latach odpadał wcześniej z turnieju mistrzowskiego: w 1973 i 1975 w półfinale, w 1974 w ćwierćfinale. W 1976 ponownie awansował do finału, gdzie przegrał z Rayem Reardonem. Po porażkach już w pierwszych rundach w dwóch kolejnych latach w 1979 nieznacznie przegrał w ćwierćfinale z późniejszym mistrzem Terrym Griffithsem. W 1980 ponownie zagrał w finale, tym razem przegrywając z Cliffem Thorburnem. W 1982 po raz drugi został mistrzem świata, w finale rewanżując się Reardonowi (wygrywając 18-15). Do historii przeszedł również półfinał z tych mistrzostw z Jimmym White'em, uchodzący za jeden z najlepszych pojedynków w historii turniejów o mistrzostwo świata.
W 1990 – po kolejnej przegranej walce o tytuł mistrza świata – ogłosił, że przechodzi na emeryturę, twierdząc przy tym, że snooker jest najbardziej skorumpowaną grą na świecie. Składając to oświadczenie, uderzył rzekomo rzecznika prasowego, co w połączeniu z groźbami pod adresem Dennisa Taylora spowodowało, że został wykluczony z rozgrywek na kolejny sezon. W późniejszych latach nie udało mu się powrócić na szczyty listy rankingowej i jego kariera powoli wygasła.
Higgins był nałogowym palaczem. W 1997 zdiagnozowano u niego raka gardła. Pomimo postępującej choroby wciąż występował w imprezach krajowych. Problemy zdrowotne nie były u Higginsa rzadkością. Przeszedł między innymi radioterapię, która pomogła częściowo wygrać walkę z nowotworem gardła. Niestety leczenie doprowadziło do utraty zębów, a w konsekwencji pojawiły się problemy wynikające ze stosowania nieregularnej i niepełnowartościowej diety. W krótkim czasie organizm Higginsa stał się zbyt słaby, żeby móc poddać się koniecznej operacji.
Jednym z jego ostatnich profesjonalnych występów był udział w Mistrzostwach Irlandii 2007, które jednak zakończył w swoim pierwszym meczu po porażce z Fergalem O’Brienem 5:0.
W 2007 roku opublikował autobiografię pod tytułem „From the Eye of the Hurricane: My Story” („W oku cyklonu: moja historia”).
Zmarł 24 lipca 2010. Ostateczną przyczyną śmierci Aleksa Higginsa był głód.
Alex Higgins miał córkę Lauren i syna Jordana.

## Osiągnięcia
W latach 1985–1987 prowadził drużynę Irlandii Północnej do sukcesów w Pucharze Świata. Inne sukcesy:
- Benson & Hedges Masters 1978, 1981,
- Benson & Hedges Irish Masters 1989,
- Coral UK 1983,
- British Gold Cup 1980,
- zawodowe mistrzostwo Irlandii 1972, 1978, 1979, 1983, 1989.